# Mordwińska Autonomiczna Socjalistyczna Republika Radziecka
Mordwińska Autonomiczna Socjalistyczna Republika Radziecka, Mordwińska ASRR (erzja: Мордовскяй Автономнай Советскяй Социалистическяй Республикась, moksza: Мордовской Автономной Советской Социалистической Республикась, ros. Мордовская Советская Социалистическая Республика) – republika autonomiczna w Związku Radzieckim, wchodząca w skład Rosyjskiej Federacyjnej Socjalistycznej Republiki Radzieckiej.
Mordwińska ASRR została utworzona 20 grudnia 1934 r. z przekształcenia powstałego w 1928 r. Mordwińskiego Obwodu Autonomicznego. Tworzenie autonomicznych jednostek terytorialnych dla mniejszości narodowych było częścią polityki tzw. korienizacji, tj. przyznawania autonomii mniejszościom narodowym zamieszkującym obszary dawnego imperium, poprzednio dyskryminowanym i rusyfikowanym przez carat.
Mordwińską ASRR  zlikwidowano w 1990 r. na fali zmian związanych z rozpadem ZSRR. Jej prawną kontynuacją jest autonomiczna rosyjska republika Mordowia.
 Informacje nt. położenia, gospodarki, historii, ludności itd. Mordwińskiej Autonomicznej Socjalistycznej Republiki Radzieckiej znajdują się w: artykule poświęconym Republice Mordowii, jak obecnie nazywa się ta rosyjska jednostka polityczno-administracyjna